# Federación Deportiva de Dinamarca
La Federación Deportiva de Dinamarca es el Comité Nacional Olímpico de Dinamarca, fundado en 1905 y reconocido por el COI ese mismo año.